# Róża Banksa

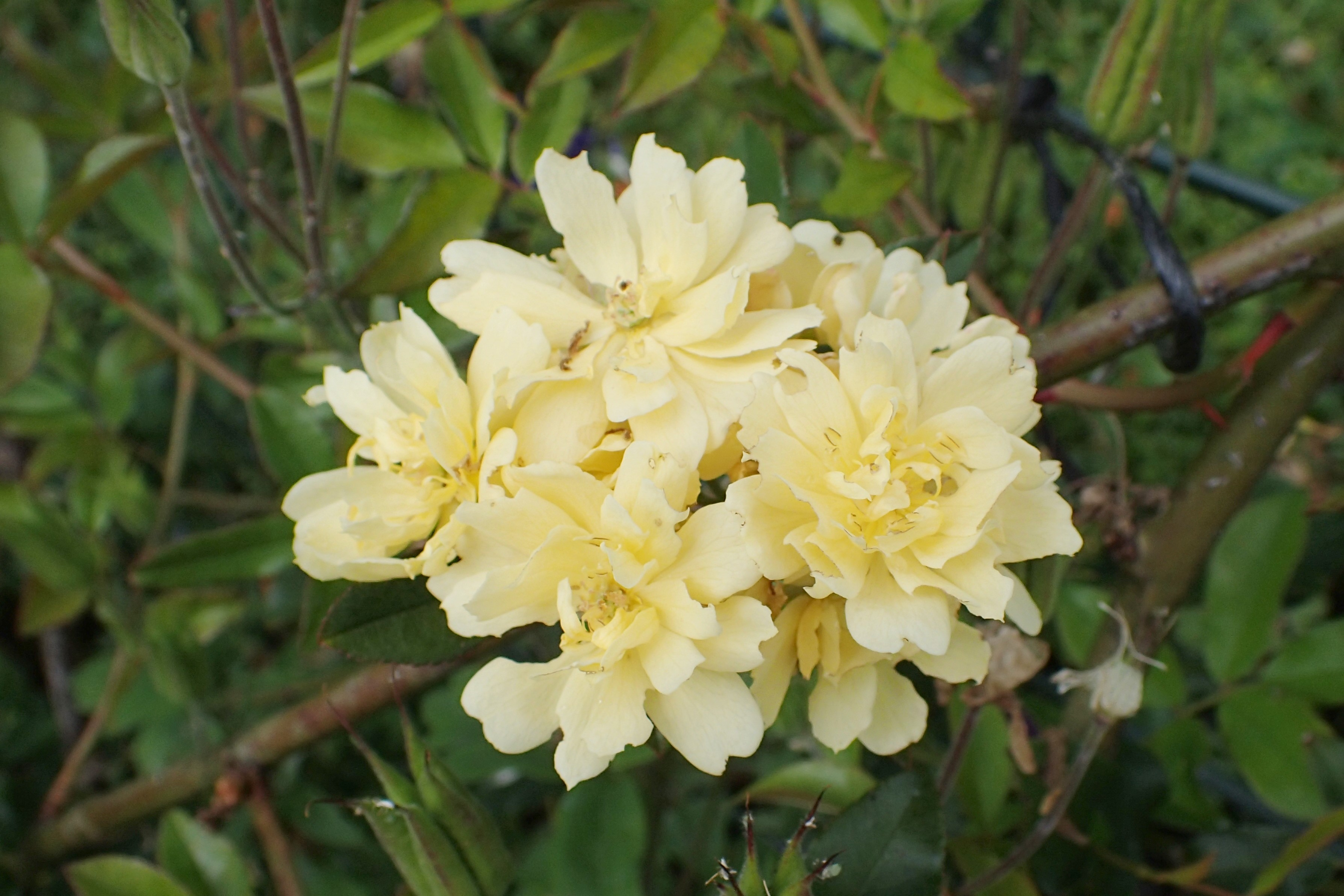
Rosa banksiae var. lutescens

Róża Banksa (Rosa banksiae W.T. Aiton) – gatunek krzewu z rodziny różowatych. W naturze rośnie w środkowych i południowych Chinach (prowincje: Gansu, Kuejczou, Henan, Hubei, Jiangsu, Syczuan, Junnan), poza tym jest rozpowszechniona w uprawie w pozostałej części Chin i na świecie. Jako gatunek dziczejący notowana jest z Korei i Uzbekistanu. Do Europy gatunek został sprowadzony w 1807 roku, a najczęściej uprawiana w Chinach i na świecie odmiana 'Lutea' o kwiatach pełnych i żółtych trafiła do Europy w 1824. W Tombstone w Arizonie rośnie od 1885 roku największy okaz tego gatunku (odmiany 'Alba Plena') wpisany do Księgi rekordów Guinnessa jako największy krzew różany na świecie (pień osiąga ponad 1 m średnicy u podstawy, a rozpięta na rusztowaniu korona krzewu zajmuje ponad 600 m²). W tradycyjnej medycynie chińskiej róża ta wykorzystywana jest w zestawie z innymi ziołami w leczeniu bólu stawów. 
Nazwa naukowa róży nadana została dla upamiętnienia Dorothei Banks, żony Sir Josepha Banksa – dyrektora Kew Gardens w 1807 (stąd polska nazwa zwyczajowa jest niezbyt fortunna, podczas gdy nazwa angielska to Lady Banks' rose).

## Morfologia

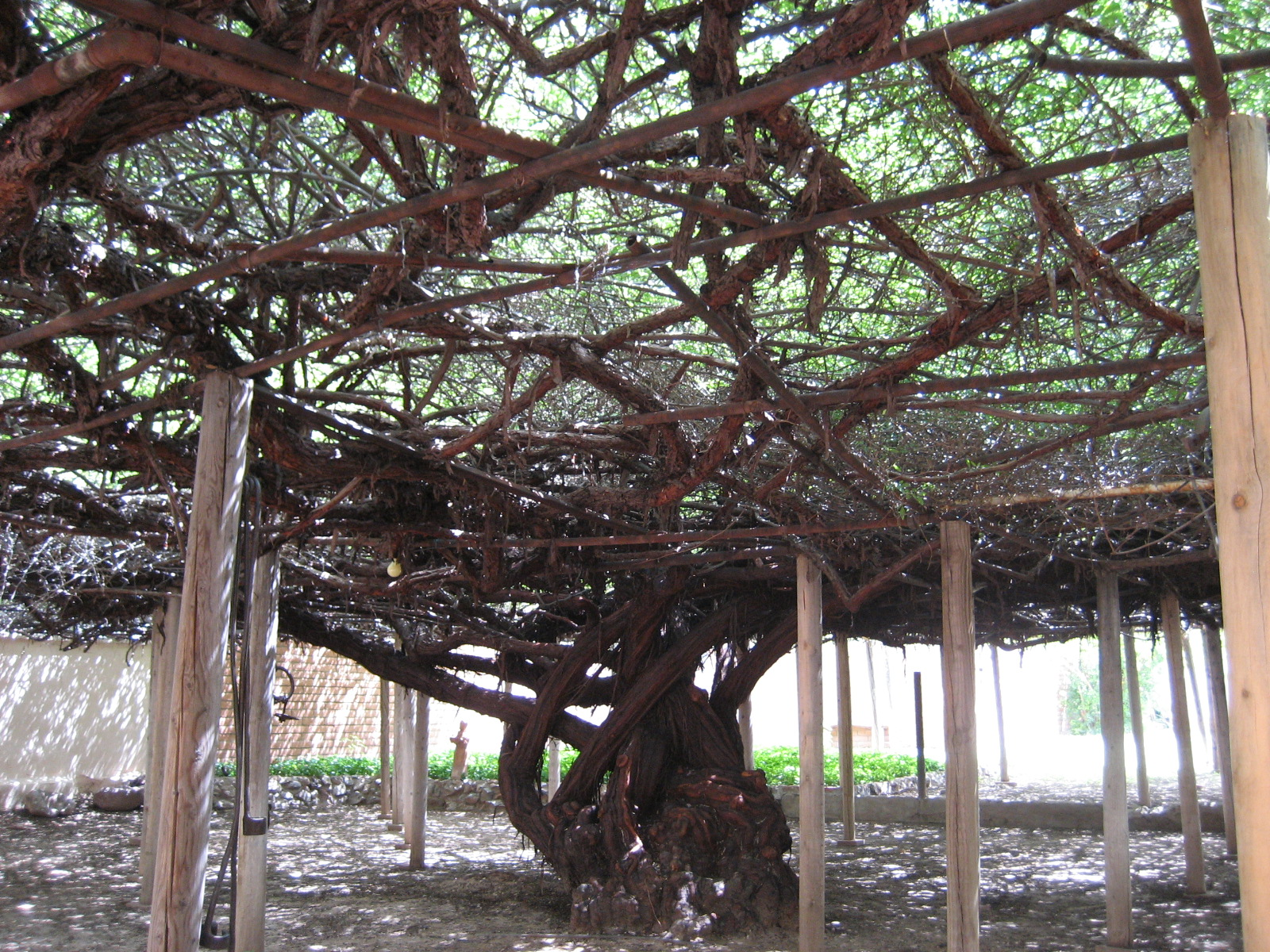
Największy krzew róży na świecie (Tombstone, Arizona)

PokrójKrzew zimozielony (rośliny uprawiane w chłodnym klimacie są półzimozielone lub zrzucają liście), pnący, o pędach osiągających 6 m wysokości (u odmian uprawnych 9 m i więcej). Młode pędy czerwonobrązowe, nagie i okrągłe na przekroju. Kolce rozmieszczone na pędach rzadko, czasem u niektórych roślin odmianowych ich brak. Kolce osiągają do 5 mm długości, są zagięte i spłaszczone, stopniowo rozszerzają się ku szerokiej nasadzie. Na starych pędach kolce zdrewniałe, większe.
LiściePierzastozłożone, z 3–5, rzadko z 7 listkami. Ogonek liściowy o długości 4–6 cm u nasady z przylistkami wolnymi (nie przyrośniętymi do ogonka), szybko odpadającymi, równowąskolancetowatymi, całobrzegimi i zaostrzonymi. Oś liścia i ogonek skąpo owłosiony i rzadko z nielicznymi i drobnymi kolcami. Listki skórzaste podługowatojajowate do lancetowatych o długości od 2 do 5 cm i szerokości do 1,8 cm, na końcach zaostrzone, na brzegu gęsto piłkowane, u nasady zaokrąglone lub krótko zbiegające. Blaszka z wierzchu gładka i błyszcząca, od spodu z wyraźną żyłką centralną, owłosiona na żyłkach.
KwiatyZebrane po 4–15 w kwiatostany typu baldachogrono lub baldach. Wyrastają na nagich szypułkach długości 2–3 cm wspartych szybko odpadającymi, drobnymi i równowąskimi przysadkami. Hypancjum jest nagie, kulistawe do jajowatego. Pięć całobrzegich działek kielicha ma kształt jajowaty, na szczycie są długo zaostrzone, od zewnątrz są nagie, od wewnątrz biało owłosione. Po kwitnieniu odpadają. Korona kwiatu składa się z 5 płatków lub jest półpełna lub pełna (płatków jest wiele), osiąga średnicę do 2,5 cm. Płatki są białe lub żółte, jajowate, u nasady zbiegające, na szczycie zaokrąglone. Szyjki słupków wolne i silnie owłosione, krótsze od pręcików.
OwoceNiełupki liczne, zebrane wewnątrz pomarańczowego do brązowoczarnego, nagiego owocu pozornego (szupinkowego) mającego kształt kulisty do jajowatego i średnicę 5–7 mm. Działki z jego szczytu szybko opadają.

## Biologia i ekologia
W zasięgu naturalnym rośnie w zaroślach, w dolinach rzek i na przydrożach, na rzędnych od 500 do 2200 m n.p.m.
Róża o kwiatach wonnych lub bezwonnych. Kwitnie w naturze od kwietnia do maja. Owoce dojrzewają od sierpnia do października. Rośnie szybko – w ciągu roku pędy mogą przyrastać o kilka metrów.
Rośliny tego gatunku w komórkach zawierają 2n = 14, 28 chromosomów. W 2019 opublikowano pełen genom plastydowego DNA Rosa banksiae var. normalis.

## Systematyka
W obrębie rodzaju róża Rosa banksiae klasyfikowana jest do podrodzaju subg. Rosa i sekcji sect. Banksianae.
W obrębie gatunku wyróżnia się dwie odmiany:
- var. normalis Regel, Trudy Imp. S.-Peterburgsk. Bot. Sada. 5: 376. 1878 – ma kwiaty pojedyncze, wonne lub nie. W obrębie odmiany wyróżniana jest forma f. lutescens Voss (Blumengart. 1: 49. 1896) o kwiatach żółtych i bezwonnych[14];
- var. banksiae – o kwiatach półpełnych i pełnych, bezwonnych, popularnie uprawiana w Chinach. W obrębie odmiany wyróżnia się formę f. lutea (Lindley) Rehder o kwiatach żółtych[15] wyróżnianą także jako kultywar 'Lutea'[11].

## Taksonomia
Gatunek został opisany w 1811 w Hortus kew. edition 2, Vol.3 na stronie 258 przez Williama T. Aitona. Niektóre źródła wskazują jako autora nazwy Roberta Browna, ale w 2018 potwierdzono, że zgodnie z Międzynarodowym kodeksem nomenklatury botanicznej autorstwo przypisać należy Aitonowi.

## Uprawa
Odmiana 'Lutea' jest najczęściej spotykaną w uprawie. Może być uprawiana według niektórych źródeł w strefach mrozoodporności od 8 do 10, a według innych także w strefie 6b (w zachodniej Polsce). Jest bardzo ozdobna z powodu obfitego, choć jednorazowego kwitnienia (od maja do początku czerwca). Prowadzona może być jako róża pnąca na różnego rodzaju podporach, a w przypadku ich braku rośnie jako okrywowa ścieląc się po gruncie. Najlepiej rośnie w pełnym słońcu, choć toleruje półcień. Sprzyja jej kondycji stanowisko przewiewne. Najlepiej rośnie na glebach żyznych, przepuszczalnych, wilgotnych, regularnie podlewana. Nie wymaga przycinania, poza ew. usuwaniem martwych pędów.

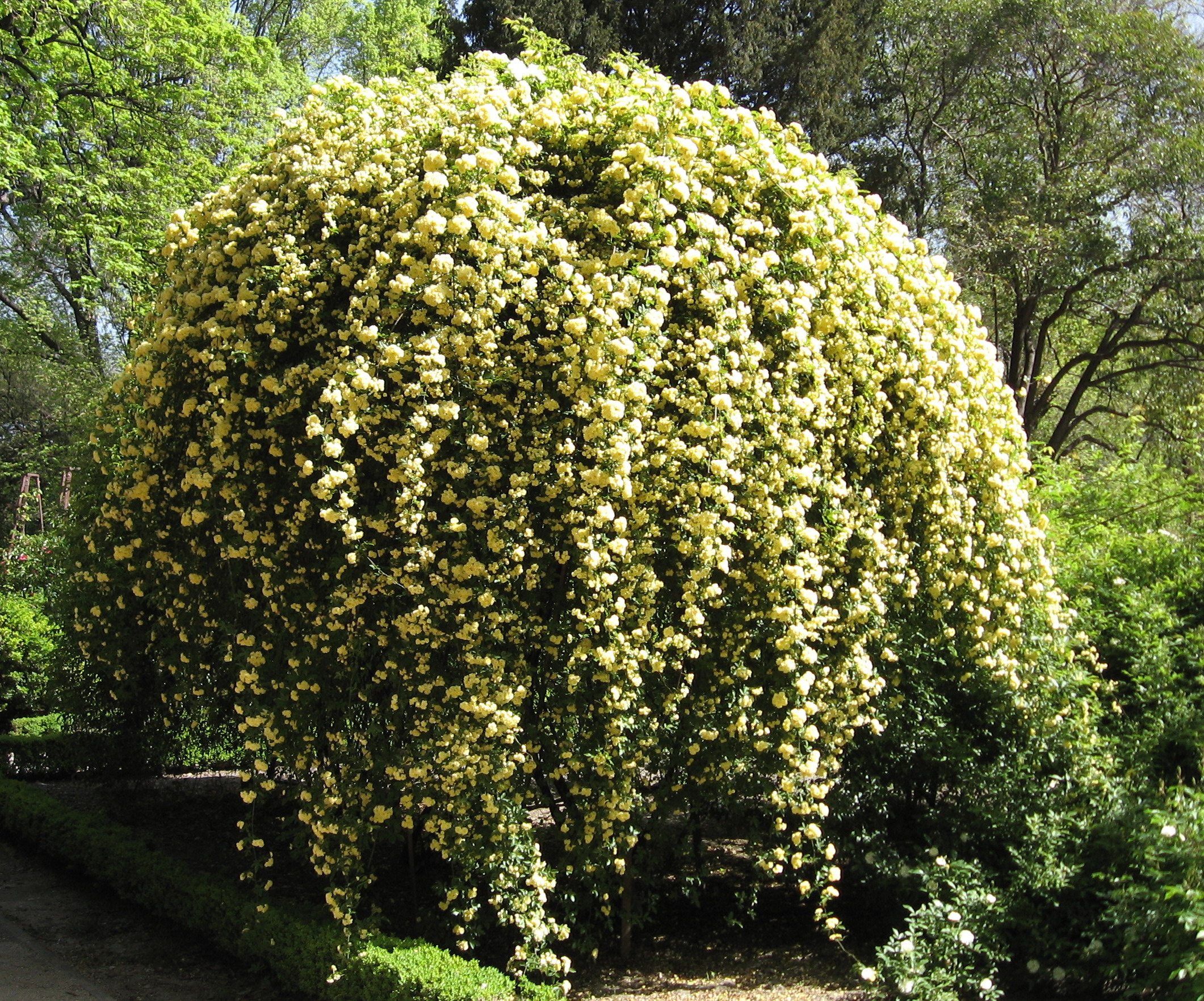
'Lutea'
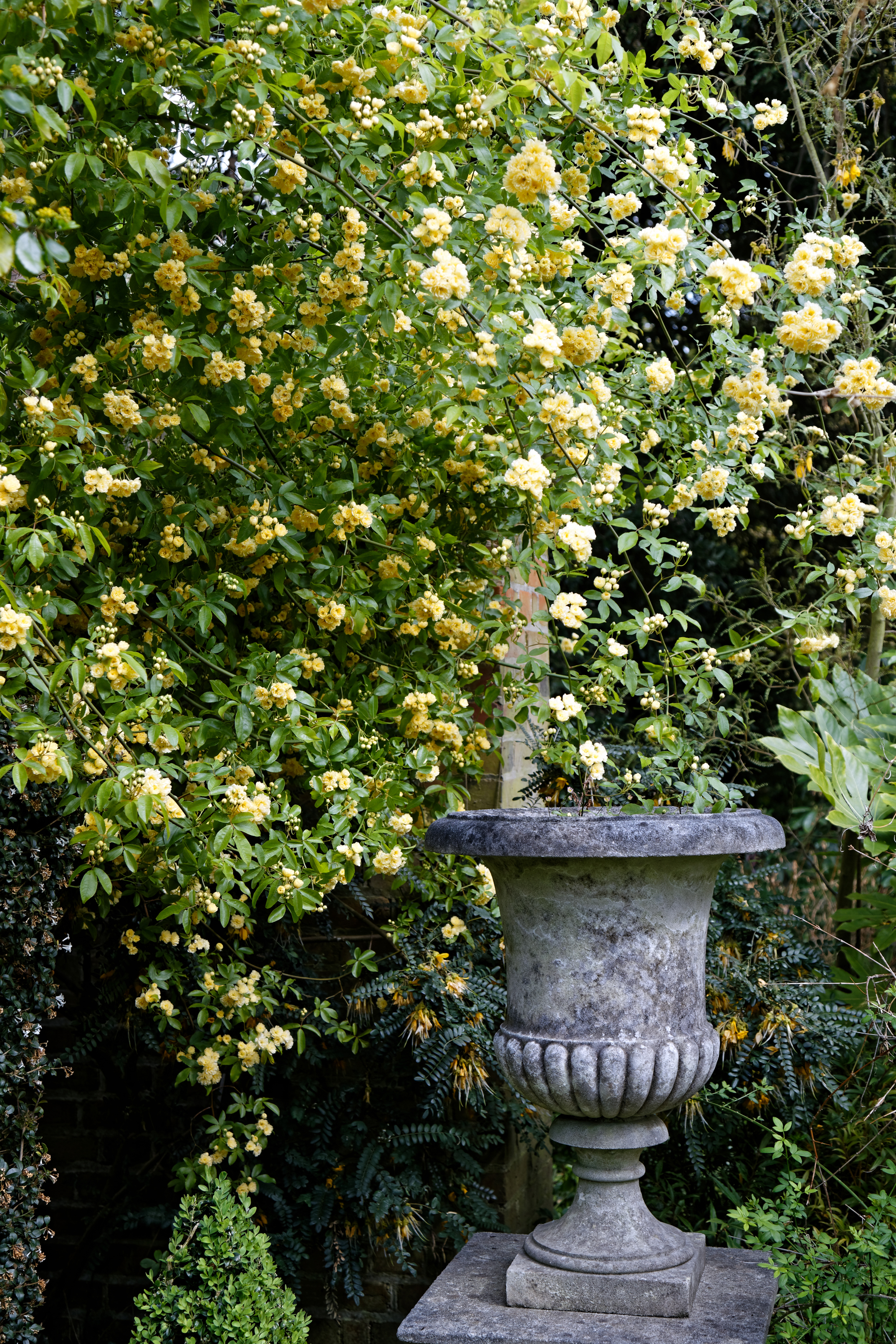
'Lutea'
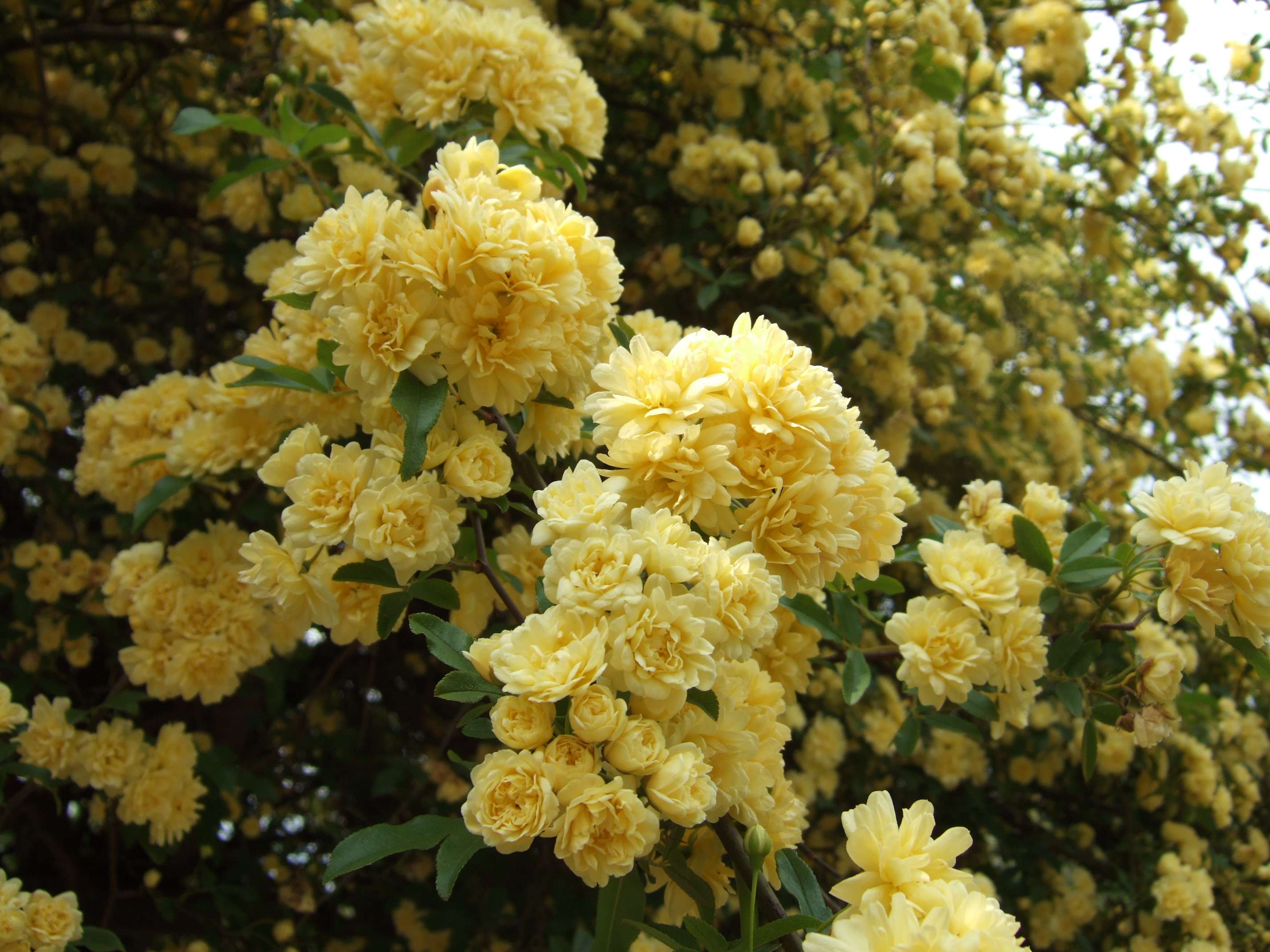
'Lutea'

Inna odmiana uprawiana to 'Alba Plena' (= R. banksiae var. alboplena Rehder, 1902) o kwiatach białych półpełnych i pełnych. Ze względu na silny wzrost wymaga mocnych podpór.

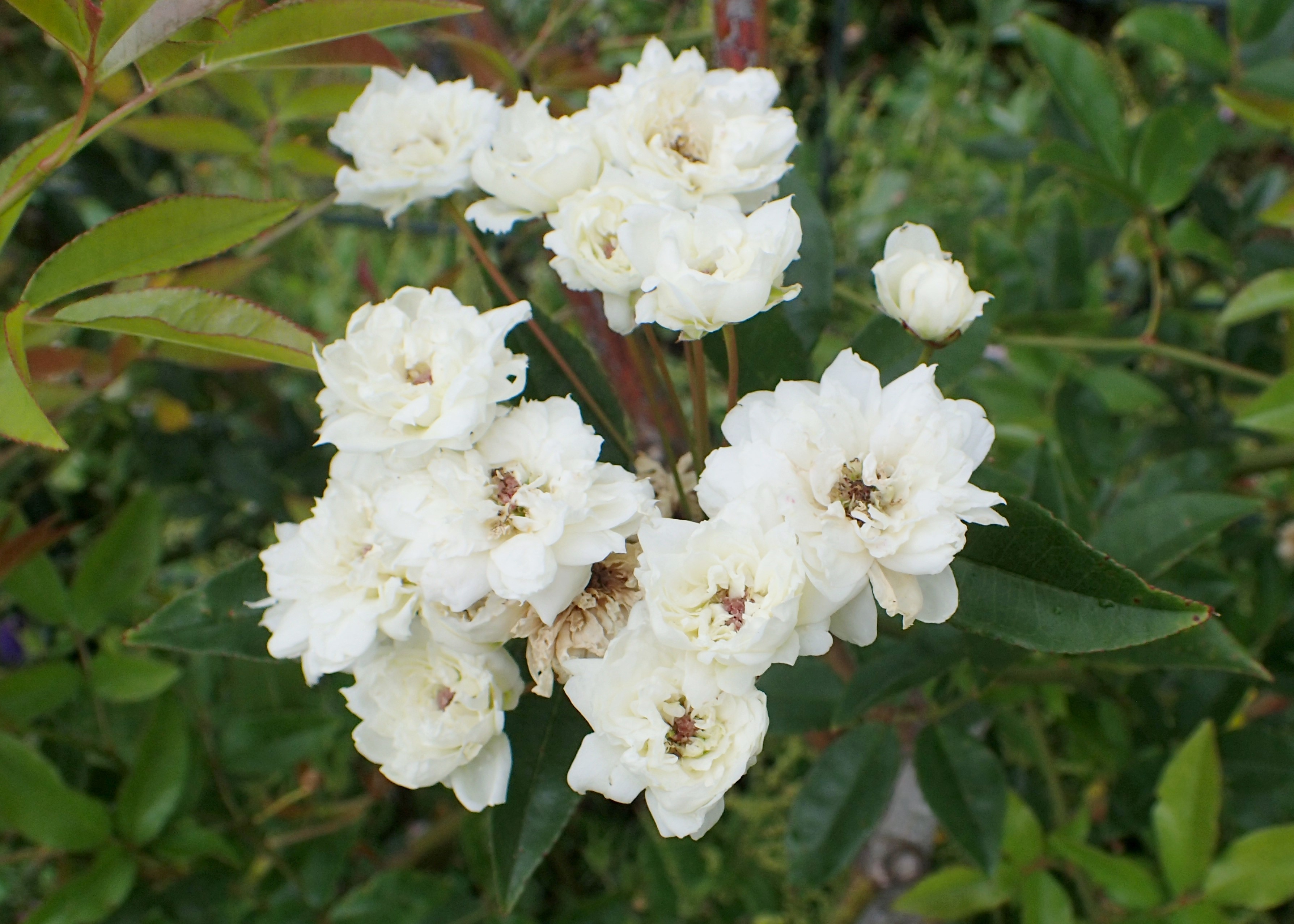
'Alba Plena'
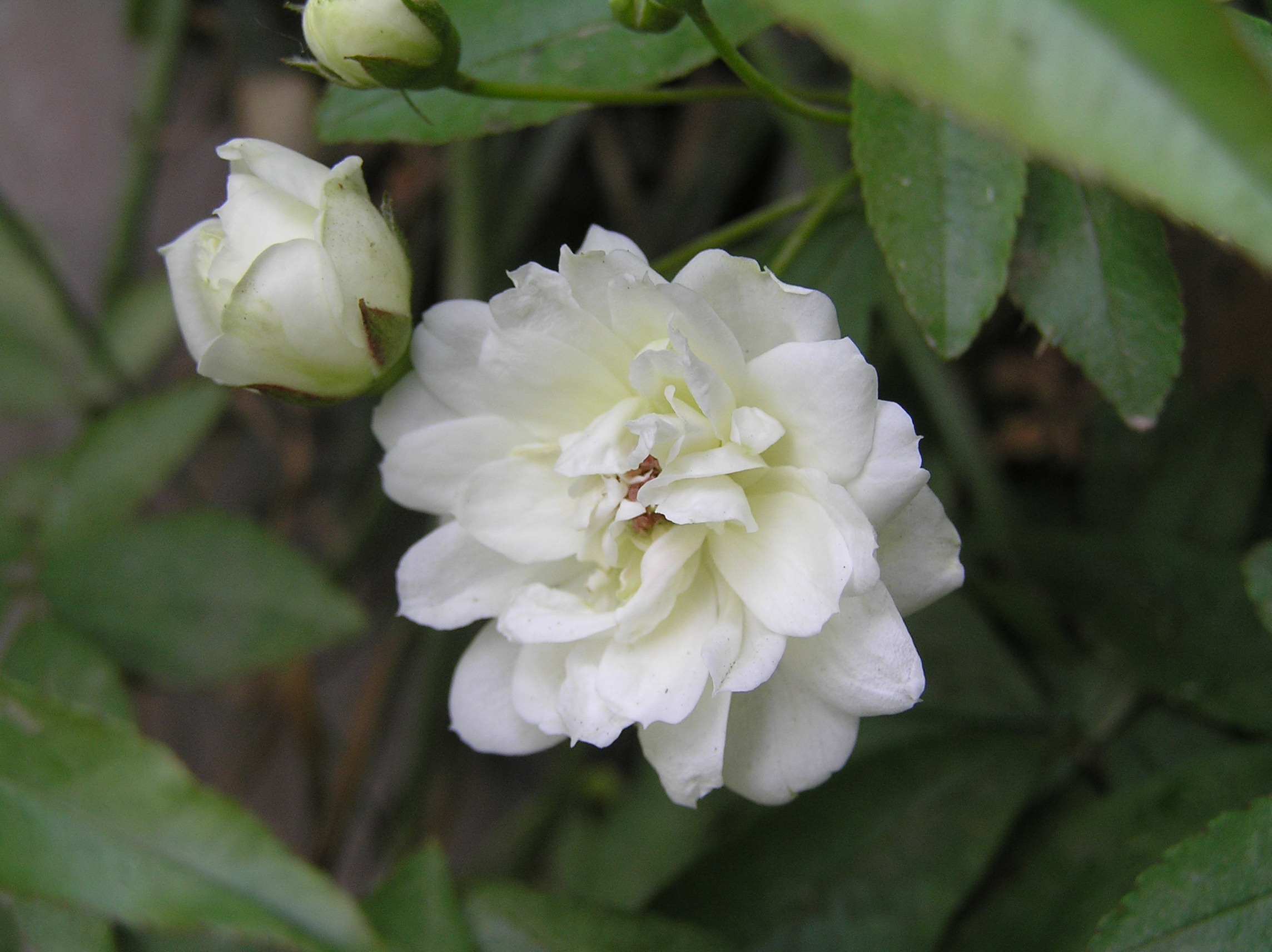
'Alba Plena'
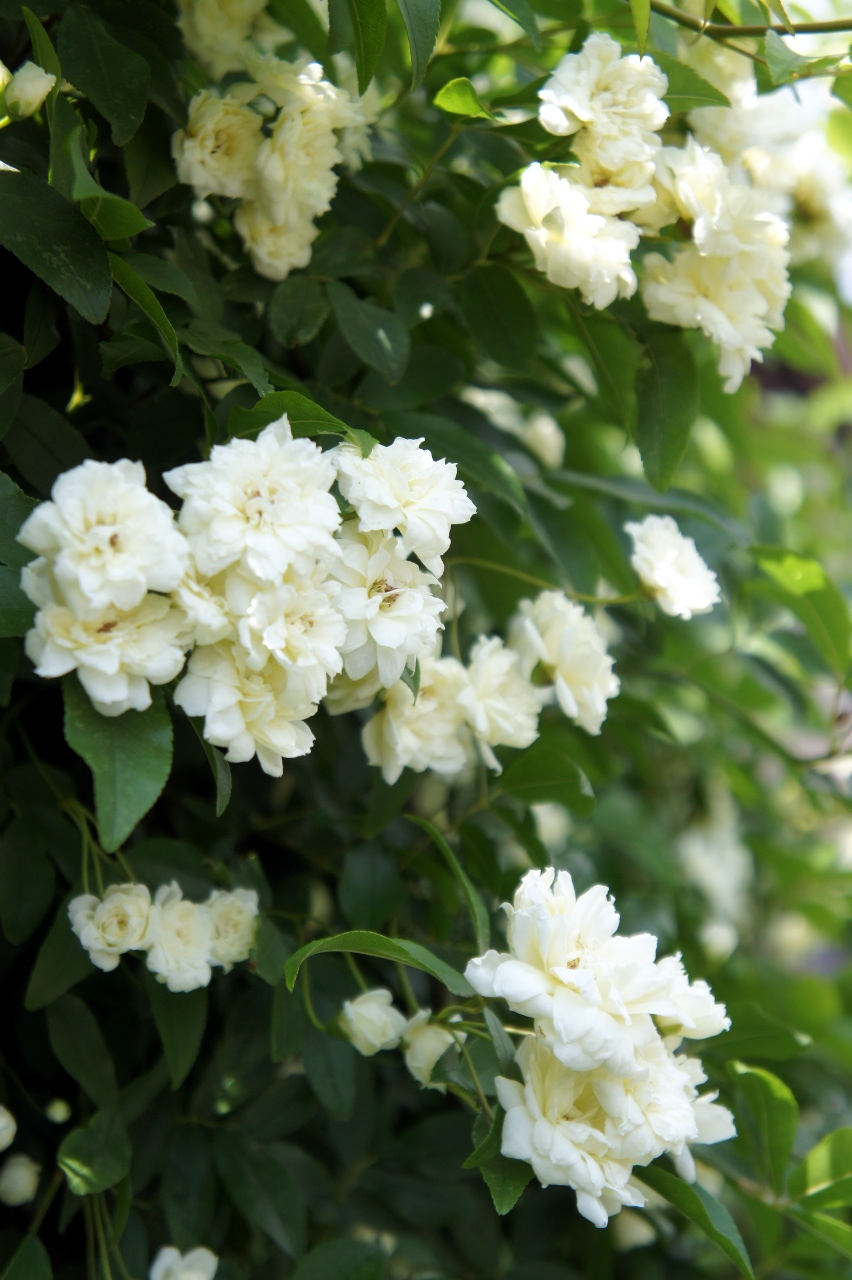
'Alba Plena'